# Need to Believe Tour
Il Need to Believe Tour è stato un tour della rock band svizzera Gotthard, intrapreso in promozione all'album eponimo. Il tour è stato composto da 62 concerti in giro per l'Europa.
Il tour si è concluso a cinque spettacoli dalla fine a causa della prematura scomparsa, il 5 ottobre 2010, del cantante della band Steve Lee in un incidente stradale negli USA, vicino a Las Vegas.

## CD+DVD
Di questa tournée è stato prodotto un CD+DVD live intitolato Homegrown - Alive in Lugano, registrato appunto a Lugano il 17 luglio 2010 in occasione della manifestazione Swiss Harley Days 2010.

Secondo il chitarrista della band Leo Leoni la registrazione di questo concerto non era prevista:
(Leo Leoni)
Il disco è stato pubblicato il 30 settembre 2011 ed è un ultimo tributo allo sfortunato frontman.

## Date
| Data             | Città             | Paese       | Luogo o evento                         |
| ---------------- | ----------------- | ----------- | -------------------------------------- |
| 18 ottobre 2009  | Tokyo             | Giappone    | Loud Park Festival                     |
| 23 ottobre 2009  | Roma              | Italia      | Black Out Rock Club                    |
| 24 ottobre 2009  | Cesena            | Italia      | Videa Rock Club                        |
| 25 ottobre 2009  | Milano            | Italia      | Live Club (Trezzo)                     |
| 28 ottobre 2009  | Madrid            | Spagna      | Heineken                               |
| 29 ottobre 2009  | Barcellona        | Spagna      | Bikini                                 |
| 30 ottobre 2009  | Bilbao            | Spagna      | Rock Star Live                         |
| 2 novembre 2009  | Dudley            | Regno Unito | JB´s                                   |
| 3 novembre 2009  | Londra            | Regno Unito | Garage                                 |
| 4 novembre 2009  | Manchester        | Regno Unito | Academy 3                              |
| 7 novembre 2009  | Brema             | Germania    | Pier II                                |
| 9 novembre 2009  | Amburgo           | Germania    | Docks                                  |
| 12 novembre 2009 | Colonia           | Germania    | E-Werk                                 |
| 13 novembre 2009 | Bochum            | Germania    | Ruhrkongress                           |
| 14 novembre 2009 | Osnabrück         | Germania    | Halle Gartlage                         |
| 16 novembre 2009 | Dresda            | Germania    | Alter Schlachthof                      |
| 17 novembre 2009 | Berlino           | Germania    | Tempodrom                              |
| 19 novembre 2009 | Fürth             | Germania    | Stadthalle                             |
| 20 novembre 2009 | Gießen            | Germania    | Hessenhalle                            |
| 21 novembre 2009 | Monaco di Baviera | Germania    | Olympiahalle                           |
| 23 novembre 2009 | Ulma              | Germania    | Donauhalle                             |
| 24 novembre 2009 | Ludwigsburg       | Germania    | Arena                                  |
| 25 novembre 2009 | Ravensburg        | Germania    | Oberschwabenhalle                      |
| 27 novembre 2009 | Würzburg          | Germania    | Posthalle                              |
| 29 novembre 2009 | Parigi            | Francia     | La Maroquinerie                        |
| 1º dicembre 2009 | Amiens            | Francia     | Zenith                                 |
| 2 dicembre 2009  | Nantes            | Francia     | Zenith                                 |
| 3 dicembre 2009  | Tolosa            | Francia     | Zenith                                 |
| 5 dicembre 2009  | Marsiglia         | Francia     | Le Dome                                |
| 7 dicembre 2009  | Chambéry          | Francia     | Le Phare                               |
| 8 dicembre 2009  | Montbéliard       | Francia     | L'Axone                                |
| 10 dicembre 2009 | Coira             | Svizzera    | Stadthalle                             |
| 11 dicembre 2009 | Sursee            | Svizzera    | Stadthalle                             |
| 12 dicembre 2009 | Berna             | Svizzera    | Festhalle                              |
| 18 dicembre 2009 | Winterthur        | Svizzera    | Eishalle                               |
| 19 dicembre 2009 | Baar              | Svizzera    | Waldmannhalle                          |
| 19 febbraio 2010 | Stoccolma         | Svezia      | Fryshuset                              |
| 20 febbraio 2010 | Karlshamn         | Svezia      | Compagniet                             |
| 22 febbraio 2010 | Malmö             | Svezia      | Kulturbolaget (K.B.)                   |
| 23 febbraio 2010 | Göteborg          | Svezia      | Brewhouse                              |
| 25 febbraio 2010 | Bergen            | Norvegia    | Garage                                 |
| 26 febbraio 2010 | Haugesund         | Norvegia    | Byscenen                               |
| 25 aprile 2010   | Samnaun           | Svizzera    | Snopen Air                             |
| 8 maggio 2010    | Port Grimaud      | Francia     | Harley Euro Festival                   |
| 12 maggio 2010   | Mosca             | Russia      | Tochka Club                            |
| 13 maggio 2010   | San Pietroburgo   | Russia      | DK Lensoveta                           |
| 15 maggio 2010   | Krasnodar         | Russia      | Drama Theater                          |
| 18 maggio 2010   | Copenaghen        | Danimarca   | Amager Bio                             |
| 20 maggio 2010   | Kristiansand      | Norvegia    | Kick                                   |
| 21 maggio 2010   | Oslo              | Norvegia    | Rockefeller                            |
| 22 maggio 2010   | Haugesund         | Norvegia    | Byscenen                               |
| 25 maggio 2010   | Thônex            | Svizzera    | Salle des fêtes de Thônex              |
| 28 maggio 2010   | San Gallo         | Svizzera    | Sporthalle Kreuzbleiche                |
| 29 maggio 2010   | Wetzikon          | Svizzera    | Eishalle                               |
| 4 giugno 2010    | Aarberg           | Svizzera    | Stars of Sound                         |
| 5 giugno 2010    | Lupfig            | Svizzera    | Radio Argovia Party                    |
| 10 luglio 2010   | Huttwil           | Svizzera    | Open Air                               |
| 16 luglio 2010   | Faro              | Portogallo  | Open Air Bike Show                     |
| 17 luglio 2010   | Lugano            | Svizzera    | European HOG Rally (concerto gratuito) |
| 30 luglio 2010   | Seebronn          | Germania    | Rock Of Ages                           |
| 14 agosto 2010   | Snina             | Slovacchia  | Rock Pod Kamenom                       |
| 22 agosto 2010   | Gampel            | Svizzera    | Open Air Gampel                        |

### Le date cancellate
| Data            | Città     | Paese    | Luogo o evento    |
| --------------- | --------- | -------- | ----------------- |
| 26 ottobre 2010 | Langen    | Germania | Stadthalle        |
| 27 ottobre 2010 | Brema     | Germania | Halle 7           |
| 29 ottobre 2010 | Bamberga  | Germania | Jako Arena        |
| 30 ottobre 2010 | Göppingen | Germania | EWS Arena         |
| 31 ottobre 2010 | Ratisbona | Germania | MZH Obertraubling |

## Scaletta principale
1. Unspoken Words
2. Gone Too Far
3. Top of the World
4. Need to Believe
5. Hush
6. I Know, You Know
7. Right from Wrong
8. Unconditional Faith
9. Acoustic Jam (un paio di canzoni che venivano scelte dal pubblico e suonate dalla band in chiave acustica)
10. Shangri-la
11. Firedance
12. Battle of Titans
13. I Don't Mind
14. Heaven
15. The Oscar Goes to...
16. Lift U Up

Encore
1. Sister Moon
2. Anytime Anywhere

## Formazione
- Steve Lee – voce
- Leo Leoni – chitarre
- Freddy Scherer – chitarre
- Marc Lynn – basso
- Hena Habegger – batteria

### Altri musicisti
- Nicolò Fragile – tastiere